# Fuego indirecto
El fuego indirecto es la acción de apuntar y disparar un proyectil sin contar con una línea de visión directa entre el arma y el objetivo, a diferencia del fuego directo. Para apuntar se utilizan cálculos de azimut y ángulos de elevación, además se puede ajustar y corregir la puntería al observar la trayectoria del disparo.

## Descripción
Hay dos dimensiones al momento de apuntar un arma:
- En el plano horizontal (acimut); y
- En el plano vertical (elevación), la cual está dada por la distancia al objetivo y la energía de la carga propelente del proyectil.

La trayectoria del proyectil es afectada en mayor o menor medida por condiciones atmosféricas, la velocidad del proyectil, la diferencia en altitud entre el arma y el objetivo, entre otros. Algunas miras utilizadas para realizar fuego directo también pueden incluir mecanismos para compensar algunos de estos factores. Algunos ejemplos de armas diseñadas principalmente para realizar fuego directo son: pistolas y fusiles, ametralladoras, cañones antitanque, cañones de tanque, varios tipos de cohetes no dirigidos y cañones montados en aeronaves de ataque terrestre.

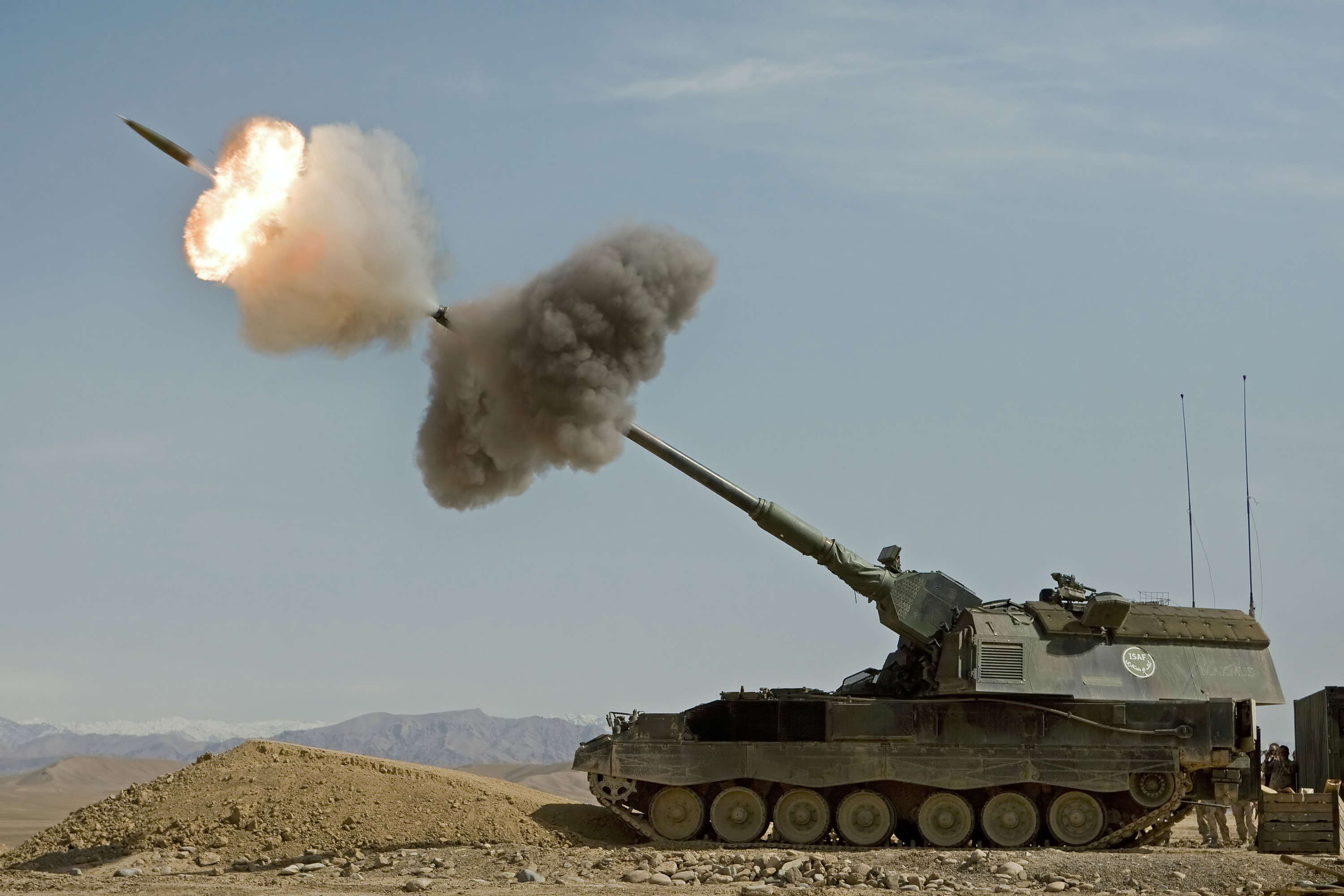
PzH 2000 efectuando fuego indirecto en el escabroso terreno de Afganistán.

La OTAN define fuego indirecto como "Fuego realizado contra un objetivo el cual no puede ser observado por el tirador". La implicación es que apuntar en acimut y/o en elevación se realiza utilizando métodos instrumentales. Por lo anterior, el fuego indirecto implica traducir información de tiro a los mecanismos de ajuste de acimut y elevación para estimar así el lugar de impacto del proyectil. El fuego indirecto también puede ser utilizado cuando el objetivo es visible desde la posición del tirador, aunque es más comúnmente utilizado cuando el objetivo se encuentra a largas distancias e invisible para el tirador debido a los accidentes del terreno, tales como edificios, colinas, montañas, bosques, etc. Para alcanzar mayores distancias se requiere una trayectoria más alta y, en teoría, la distancia máxima se alcanza al utilizar un ángulo de elevación de 45 grados.
El fuego indirecto comúnmente se asocia con obuses de campaña. También se utiliza en morteros y en cañones navales contra blancos costeros, además ha sido utilizado en ametralladoras, tanques, cañones antitanque y por cañones antiaéreos contra blancos terrestres.
Es razonable de suponer que el propósito original del fuego indirecto fue realizar disparos desde una posición con cobertura, en la cual los artilleros no pudiesen ser vistos y atacados por sus enemigos. Además cabe destacar que a medida que aparecían avances en artillería y balísticas, se hacía relativamente imposible ver a los objetivos a través del terreno. El aspecto de no revelar la posición de fuego también es de igual importancia, aunque desde la Primera Guerra Mundial se ha enfatizado más en la capacidad de concentrar el fuego de varias baterías en un mismo objetivo o conjunto de objetivos. Esto adquirió aún más importancia a medida que aumentaba el alcance máximo de las piezas de artillería, dándole a cada batería un campo de tiro más extenso y por otra parte demandando más coordinación entre los observadores de artillería, comando de fuego y los propios artilleros para lograr tiros certeros. Las leyes físicas de balística dictan que los cañones que disparan proyectiles más grandes y pesados tienen un mayor alcance de disparo que otros cañones de menor calibre. A finales del siglo XX, el alcance máximo de los cañones estaba entre 24 y 30 km, solo 8 km más que en la Primera Guerra Mundial.